# Christian Ahrendt
Christian Ahrendt (ur. 7 maja 1963 roku w Lubece) – polityk niemiecki, poseł Bundestagu, członek FDP, adwokat.
W roku 1984 ukończył Friedrich-List-Schule w Lubece. W latach 1984–90 studiował prawo na Uniwersytecie w Hamburgu. Od roku 1990 do 1993 odbywał staż w Szlezwik-Holsztynie. W roku 1994 został przyjęty do palestry. Od tego też roku prowadził samodzielną kancelarię Ahrendt+Partner. W roku 2002 został certyfikowanym specjalistą w zakresie prawa upadłościowego i prawa podatkowego. W roku 2002 wstąpił do niemieckiej Wolnej Partii Demokratycznej (FDP). Od kwietnia 2003 do roku 2007 był skarbnikiem FDP w Meklemburgii-Pomorzu Przednim.  Od października 2009 roku kieruje frakcją FDP. Jako poseł startował z landu Meklemburgii-Pomorza Przedniego. 
Jest żonaty, ma dwie córki.